# Teatro romano di Ascoli Piceno
Il Teatro romano di Ascoli Piceno è situato nella zona ovest del centro storico.
Durante il periodo estivo vengono allestiti degli spettacoli, alcuni fanno parte del circuito dei (TAU) Teatri Antichi Uniti delle Marche.

## Storia
I resti dell'antico teatro furono rinvenuti durante gli scavi condotti nel 1932, ed ancora nel 1951 e nel 1959, addossato al colle dell'Annunziata, un tempo detto Colle Pelasgico. Era sovente e diffusa l'abitudine di edificare tali costruzioni sui fianchi dei colli per renderne meno gravosa la spesa di realizzazione. Altri esempi non lontano da Ascoli sono i teatri romani di Teramo e di Fermo.
La sua costruzione risalirebbe al I secolo a.C. con successivi restauri ed ampliamenti nella prima metà del I e II secolo dopo Cristo.
Il teatro rimase inutilizzato per secoli, dopo l'anno 578, a seguito dei saccheggi e delle distruzioni longobarde che subì la città.
Questo stato di abbandono incoraggiò gli ascolani all'utilizzo del materiale di costruzione presente che fu recuperato e reimpiegato, nel corso dei secoli, sia per edificare costruzioni medioevali e sia per la produzione di calce, come testimoniano le fornaci rinvenute nelle vicinanze. Il tempo e gli smottamenti del terreno lo hanno poi nascosto interrandolo.
Nel luglio del 2010, dopo un periodo di restauro avvenuto con il contributo della fondazione CARISAP e del comune di Ascoli Piceno, il teatro romano venne aperto per essere utilizzato per spettacoli nei periodi estivi. Un pezzo di storia della città tornò ad essere luogo di rappresentazione e di intrattenimento.

## Architettura

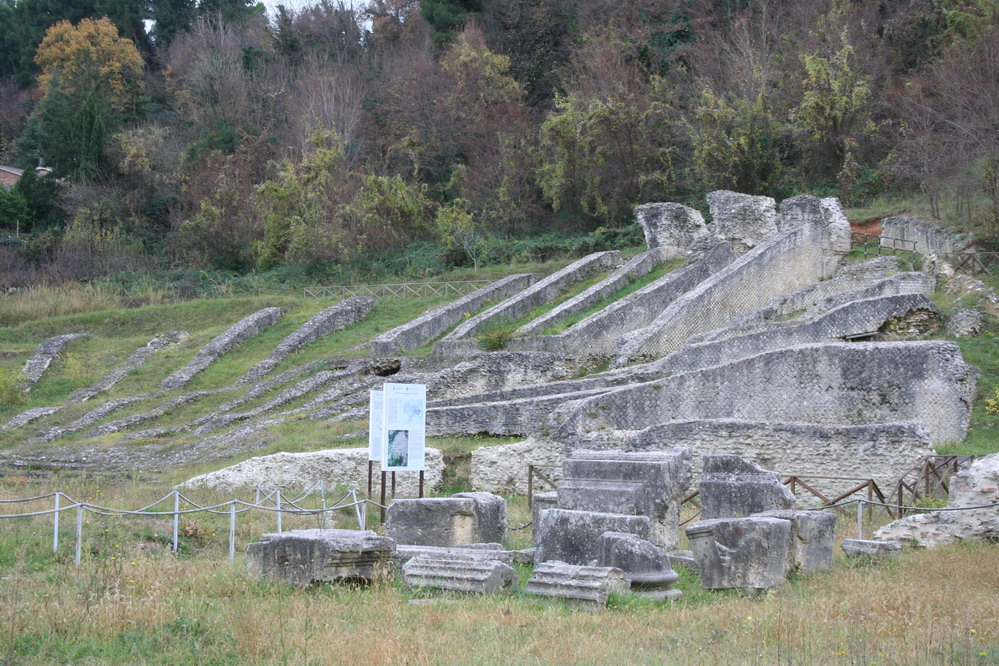
Reperti dell'antico teatro romano.

Presenta l'emiciclo delle gradinate esposto verso nord, in modo da preservare gli spettatori dall'esposizione al sole durante le ore diurne. I settori che si distinguono nel corpo di fabbrica sono l'orchestra e la cavea, destinata ad accogliere il pubblico, che si compone di 32 radiali visibili, dal diametro massimo di 95 metri, realizzati in opera quasi reticolata con tessere di travertino. L'edificio scenico giace per la maggior parte al di sotto della chiesa di Santa Croce.
Nelle vicinanze dell'ingresso occidentale l'esedra semicircolare, del I secolo d.C., parzialmente interrata, mostra mura in opus reticulatum. Questo spazio era probabilmente utilizzato come sala d'aspetto. Si apre all'interno di un ambiente rettangolare absidato, rivestito di marmi policromi e mezze colonne.